# Lista di asteroidi (187001-188000)
Di seguito una lista di asteroidi dal numero 187001 al 188000 con data di scoperta e scopritore.

## 187001-187100
| Nome     | Designazione provvisoria | Data di scoperta | Scopritore           |
| -------- | ------------------------ | ---------------- | -------------------- |
| 187001 - | 2004 TB107               | 7 ottobre 2004   | LINEAR               |
| 187002 - | 2004 TO110               | 7 ottobre 2004   | LINEAR               |
| 187003 - | 2004 TY120               | 6 ottobre 2004   | NEAT                 |
| 187004 - | 2004 TV121               | 7 ottobre 2004   | LONEOS               |
| 187005 - | 2004 TC127               | 7 ottobre 2004   | LINEAR               |
| 187006 - | 2004 TK127               | 7 ottobre 2004   | LINEAR               |
| 187007 - | 2004 TG128               | 7 ottobre 2004   | LINEAR               |
| 187008 - | 2004 TM129               | 7 ottobre 2004   | LINEAR               |
| 187009 - | 2004 TG137               | 8 ottobre 2004   | LONEOS               |
| 187010 - | 2004 TB170               | 7 ottobre 2004   | LINEAR               |
| 187011 - | 2004 TT224               | 8 ottobre 2004   | Spacewatch           |
| 187012 - | 2004 TW232               | 8 ottobre 2004   | Spacewatch           |
| 187013 - | 2004 TO282               | 7 ottobre 2004   | LINEAR               |
| 187014 - | 2004 TA297               | 10 ottobre 2004  | Spacewatch           |
| 187015 - | 2004 UM2                 | 18 ottobre 2004  | LINEAR               |
| 187016 - | 2004 UT2                 | 18 ottobre 2004  | LINEAR               |
| 187017 - | 2004 VO7                 | 3 novembre 2004  | Spacewatch           |
| 187018 - | 2004 YC25                | 18 dicembre 2004 | Mount Lemmon Survey  |
| 187019 - | 2004 YU36                | 20 dicembre 2004 | Mount Lemmon Survey  |
| 187020 - | 2005 AZ63                | 13 gennaio 2005  | Spacewatch           |
| 187021 - | 2005 AU66                | 13 gennaio 2005  | Spacewatch           |
| 187022 - | 2005 BJ1                 | 16 gennaio 2005  | LINEAR               |
| 187023 - | 2005 BQ2                 | 16 gennaio 2005  | LINEAR               |
| 187024 - | 2005 BN13                | 17 gennaio 2005  | Spacewatch           |
| 187025 - | 2005 DB2                 | 28 febbraio 2005 | LINEAR               |
| 187026 - | 2005 EK70                | 8 marzo 2005     | LINEAR               |
| 187027 - | 2005 EZ119               | 8 marzo 2005     | LONEOS               |
| 187028 - | 2005 EY150               | 10 marzo 2005    | Spacewatch           |
| 187029 - | 2005 EH161               | 9 marzo 2005     | Mount Lemmon Survey  |
| 187030 - | 2005 EZ265               | 13 marzo 2005    | CSS                  |
| 187031 - | 2005 EY317               | 13 marzo 2005    | CSS                  |
| 187032 - | 2005 GF32                | 4 aprile 2005    | CSS                  |
| 187033 - | 2005 GH64                | 2 aprile 2005    | LONEOS               |
| 187034 - | 2005 GG74                | 5 aprile 2005    | CSS                  |
| 187035 - | 2005 JT15                | 3 maggio 2005    | Spacewatch           |
| 187036 - | 2005 JS28                | 3 maggio 2005    | Spacewatch           |
| 187037 - | 2005 JJ74                | 8 maggio 2005    | LINEAR               |
| 187038 - | 2005 JF97                | 8 maggio 2005    | Spacewatch           |
| 187039 - | 2005 JL105               | 11 maggio 2005   | Mount Lemmon Survey  |
| 187040 - | 2005 JS108               | 14 maggio 2005   | LINEAR               |
| 187041 - | 2005 JS127               | 12 maggio 2005   | LINEAR               |
| 187042 - | 2005 KZ2                 | 16 maggio 2005   | NEAT                 |
| 187043 - | 2005 KE12                | 20 maggio 2005   | NEAT                 |
| 187044 - | 2005 LF15                | 8 giugno 2005    | LINEAR               |
| 187045 - | 2005 LO21                | 6 giugno 2005    | Spacewatch           |
| 187046 - | 2005 LT23                | 11 giugno 2005   | Spacewatch           |
| 187047 - | 2005 LZ29                | 11 giugno 2005   | Spacewatch           |
| 187048 - | 2005 LV38                | 11 giugno 2005   | Spacewatch           |
| 187049 - | 2005 LK41                | 12 giugno 2005   | Spacewatch           |
| 187050 - | 2005 LQ48                | 15 giugno 2005   | Mount Lemmon Survey  |
| 187051 - | 2005 LY51                | 15 giugno 2005   | Mount Lemmon Survey  |
| 187052 - | 2005 MY                  | 17 giugno 2005   | Mount Lemmon Survey  |
| 187053 - | 2005 MX4                 | 18 giugno 2005   | Mount Lemmon Survey  |
| 187054 - | 2005 MP6                 | 26 giugno 2005   | NEAT                 |
| 187055 - | 2005 MR8                 | 28 giugno 2005   | Spacewatch           |
| 187056 - | 2005 MG10                | 27 giugno 2005   | Spacewatch           |
| 187057 - | 2005 MV11                | 27 giugno 2005   | Spacewatch           |
| 187058 - | 2005 MB17                | 27 giugno 2005   | Spacewatch           |
| 187059 - | 2005 ML18                | 28 giugno 2005   | NEAT                 |
| 187060 - | 2005 MX26                | 29 giugno 2005   | Spacewatch           |
| 187061 - | 2005 MJ27                | 29 giugno 2005   | Spacewatch           |
| 187062 - | 2005 MR31                | 28 giugno 2005   | NEAT                 |
| 187063 - | 2005 MT31                | 28 giugno 2005   | Spacewatch           |
| 187064 - | 2005 MN37                | 30 giugno 2005   | Spacewatch           |
| 187065 - | 2005 MU40                | 30 giugno 2005   | Spacewatch           |
| 187066 - | 2005 MH41                | 30 giugno 2005   | Spacewatch           |
| 187067 - | 2005 MX41                | 30 giugno 2005   | Spacewatch           |
| 187068 - | 2005 MM42                | 29 giugno 2005   | Spacewatch           |
| 187069 - | 2005 MG50                | 30 giugno 2005   | LONEOS               |
| 187070 - | 2005 MG52                | 30 giugno 2005   | LONEOS               |
| 187071 - | 2005 MK53                | 28 giugno 2005   | NEAT                 |
| 187072 - | 2005 NM9                 | 1 luglio 2005    | Spacewatch           |
| 187073 - | 2005 NS23                | 4 luglio 2005    | Spacewatch           |
| 187074 - | 2005 NH28                | 5 luglio 2005    | NEAT                 |
| 187075 - | 2005 NA31                | 4 luglio 2005    | Mount Lemmon Survey  |
| 187076 - | 2005 NH42                | 5 luglio 2005    | Spacewatch           |
| 187077 - | 2005 NR48                | 8 luglio 2005    | Spacewatch           |
| 187078 - | 2005 NA54                | 10 luglio 2005   | Spacewatch           |
| 187079 - | 2005 NR54                | 10 luglio 2005   | Spacewatch           |
| 187080 - | 2005 NO60                | 9 luglio 2005    | CSS                  |
| 187081 - | 2005 NX65                | 1 luglio 2005    | Spacewatch           |
| 187082 - | 2005 NR68                | 3 luglio 2005    | NEAT                 |
| 187083 - | 2005 NZ82                | 14 luglio 2005   | Broughton, J.        |
| 187084 - | 2005 NK85                | 3 luglio 2005    | Mount Lemmon Survey  |
| 187085 - | 2005 ND122               | 12 luglio 2005   | Spacewatch           |
| 187086 - | 2005 OP1                 | 26 luglio 2005   | NEAT                 |
| 187087 - | 2005 OA14                | 30 luglio 2005   | NEAT                 |
| 187088 - | 2005 OF14                | 30 luglio 2005   | Siding Spring Survey |
| 187089 - | 2005 PE5                 | 7 agosto 2005    | Broughton, J.        |
| 187090 - | 2005 PK9                 | 4 agosto 2005    | NEAT                 |
| 187091 - | 2005 PC20                | 6 agosto 2005    | NEAT                 |
| 187092 - | 2005 QJ2                 | 24 agosto 2005   | NEAT                 |
| 187093 - | 2005 QA3                 | 24 agosto 2005   | NEAT                 |
| 187094 - | 2005 QS3                 | 24 agosto 2005   | NEAT                 |
| 187095 - | 2005 QL5                 | 22 agosto 2005   | NEAT                 |
| 187096 - | 2005 QZ12                | 24 agosto 2005   | NEAT                 |
| 187097 - | 2005 QV15                | 25 agosto 2005   | NEAT                 |
| 187098 - | 2005 QS20                | 26 agosto 2005   | LONEOS               |
| 187099 - | 2005 QD21                | 26 agosto 2005   | LONEOS               |
| 187100 - | 2005 QS24                | 27 agosto 2005   | Spacewatch           |

## 187101-187200
| Nome              | Designazione provvisoria | Data di scoperta  | Scopritore           |
| ----------------- | ------------------------ | ----------------- | -------------------- |
| 187101 -          | 2005 QW25                | 27 agosto 2005    | Spacewatch           |
| 187102 -          | 2005 QC30                | 29 agosto 2005    | LONEOS               |
| 187103 -          | 2005 QX32                | 25 agosto 2005    | NEAT                 |
| 187104 -          | 2005 QU37                | 25 agosto 2005    | NEAT                 |
| 187105 -          | 2005 QZ37                | 25 agosto 2005    | NEAT                 |
| 187106 -          | 2005 QW42                | 26 agosto 2005    | LONEOS               |
| 187107 -          | 2005 QV44                | 26 agosto 2005    | NEAT                 |
| 187108 -          | 2005 QT48                | 26 agosto 2005    | NEAT                 |
| 187109 -          | 2005 QP49                | 26 agosto 2005    | NEAT                 |
| 187110 -          | 2005 QC55                | 28 agosto 2005    | LONEOS               |
| 187111 -          | 2005 QG56                | 28 agosto 2005    | Spacewatch           |
| 187112 -          | 2005 QN60                | 26 agosto 2005    | LONEOS               |
| 187113 -          | 2005 QN62                | 26 agosto 2005    | NEAT                 |
| 187114 -          | 2005 QK69                | 28 agosto 2005    | Siding Spring Survey |
| 187115 -          | 2005 QU69                | 29 agosto 2005    | Spacewatch           |
| 187116 -          | 2005 QC71                | 29 agosto 2005    | Spacewatch           |
| 187117 -          | 2005 QG73                | 29 agosto 2005    | LONEOS               |
| 187118 -          | 2005 QE78                | 25 agosto 2005    | NEAT                 |
| 187119 -          | 2005 QD79                | 26 agosto 2005    | CINEOS               |
| 187120 -          | 2005 QO82                | 29 agosto 2005    | LONEOS               |
| 187121 -          | 2005 QQ82                | 29 agosto 2005    | LINEAR               |
| 187122 -          | 2005 QP83                | 29 agosto 2005    | LONEOS               |
| 187123 Schorderet | 2005 QO84                | 30 agosto 2005    | Ory, M.              |
| 187124 -          | 2005 QX84                | 30 agosto 2005    | LINEAR               |
| 187125 Marxgyörgy | 2005 QD87                | 31 agosto 2005    | Piszkesteto          |
| 187126 -          | 2005 QN91                | 25 agosto 2005    | CINEOS               |
| 187127 -          | 2005 QG96                | 27 agosto 2005    | NEAT                 |
| 187128 -          | 2005 QW99                | 27 agosto 2005    | NEAT                 |
| 187129 -          | 2005 QY104               | 27 agosto 2005    | NEAT                 |
| 187130 -          | 2005 QV110               | 27 agosto 2005    | NEAT                 |
| 187131 -          | 2005 QF114               | 27 agosto 2005    | NEAT                 |
| 187132 -          | 2005 QM115               | 27 agosto 2005    | NEAT                 |
| 187133 -          | 2005 QO115               | 27 agosto 2005    | NEAT                 |
| 187134 -          | 2005 QG127               | 28 agosto 2005    | Spacewatch           |
| 187135 -          | 2005 QX133               | 28 agosto 2005    | Spacewatch           |
| 187136 -          | 2005 QQ134               | 28 agosto 2005    | Spacewatch           |
| 187137 -          | 2005 QU137               | 28 agosto 2005    | Spacewatch           |
| 187138 -          | 2005 QW137               | 28 agosto 2005    | Spacewatch           |
| 187139 -          | 2005 QX140               | 29 agosto 2005    | LINEAR               |
| 187140 -          | 2005 QV145               | 27 agosto 2005    | NEAT                 |
| 187141 -          | 2005 QG146               | 28 agosto 2005    | LONEOS               |
| 187142 -          | 2005 QN148               | 30 agosto 2005    | LONEOS               |
| 187143 -          | 2005 QV161               | 28 agosto 2005    | Siding Spring Survey |
| 187144 -          | 2005 QM162               | 30 agosto 2005    | NEAT                 |
| 187145 -          | 2005 QG165               | 31 agosto 2005    | NEAT                 |
| 187146 -          | 2005 QB166               | 31 agosto 2005    | NEAT                 |
| 187147 -          | 2005 QK169               | 29 agosto 2005    | NEAT                 |
| 187148 -          | 2005 QZ171               | 29 agosto 2005    | NEAT                 |
| 187149 -          | 2005 QF175               | 31 agosto 2005    | Spacewatch           |
| 187150 -          | 2005 QP175               | 31 agosto 2005    | NEAT                 |
| 187151 -          | 2005 QN178               | 27 agosto 2005    | NEAT                 |
| 187152 -          | 2005 QT178               | 29 agosto 2005    | Spacewatch           |
| 187153 -          | 2005 QS182               | 31 agosto 2005    | Spacewatch           |
| 187154 -          | 2005 QV182               | 25 agosto 2005    | NEAT                 |
| 187155 -          | 2005 RH3                 | 5 settembre 2005  | CSS                  |
| 187156 -          | 2005 RX5                 | 6 settembre 2005  | LONEOS               |
| 187157 -          | 2005 RT9                 | 9 settembre 2005  | LINEAR               |
| 187158 -          | 2005 RE10                | 8 settembre 2005  | Pauwels, T.          |
| 187159 -          | 2005 RG10                | 8 settembre 2005  | LINEAR               |
| 187160 -          | 2005 RG22                | 8 settembre 2005  | LINEAR               |
| 187161 -          | 2005 RS22                | 11 settembre 2005 | Jarnac               |
| 187162 -          | 2005 RE29                | 12 settembre 2005 | NEAT                 |
| 187163 -          | 2005 RY33                | 13 settembre 2005 | LONEOS               |
| 187164 -          | 2005 RF42                | 14 settembre 2005 | Spacewatch           |
| 187165 -          | 2005 RB44                | 14 settembre 2005 | Spacewatch           |
| 187166 -          | 2005 RD46                | 14 settembre 2005 | Becker, A. C.        |
| 187167 -          | 2005 SJ5                 | 23 settembre 2005 | CSS                  |
| 187168 -          | 2005 SR8                 | 25 settembre 2005 | Spacewatch           |
| 187169 -          | 2005 SB13                | 24 settembre 2005 | Spacewatch           |
| 187170 -          | 2005 SH13                | 24 settembre 2005 | Spacewatch           |
| 187171 -          | 2005 SN13                | 24 settembre 2005 | Spacewatch           |
| 187172 -          | 2005 SM18                | 26 settembre 2005 | Spacewatch           |
| 187173 -          | 2005 SR26                | 23 settembre 2005 | Spacewatch           |
| 187174 -          | 2005 SF30                | 23 settembre 2005 | Spacewatch           |
| 187175 -          | 2005 SN35                | 23 settembre 2005 | Spacewatch           |
| 187176 -          | 2005 SP36                | 24 settembre 2005 | Spacewatch           |
| 187177 -          | 2005 SZ37                | 24 settembre 2005 | Spacewatch           |
| 187178 -          | 2005 SH39                | 24 settembre 2005 | Spacewatch           |
| 187179 -          | 2005 SV44                | 24 settembre 2005 | Spacewatch           |
| 187180 -          | 2005 SY49                | 24 settembre 2005 | Spacewatch           |
| 187181 -          | 2005 SD51                | 24 settembre 2005 | Spacewatch           |
| 187182 -          | 2005 SJ51                | 24 settembre 2005 | Spacewatch           |
| 187183 -          | 2005 SH60                | 26 settembre 2005 | Spacewatch           |
| 187184 -          | 2005 SO60                | 26 settembre 2005 | NEAT                 |
| 187185 -          | 2005 ST61                | 26 settembre 2005 | Spacewatch           |
| 187186 -          | 2005 SK62                | 26 settembre 2005 | Spacewatch           |
| 187187 -          | 2005 SY65                | 26 settembre 2005 | CSS                  |
| 187188 -          | 2005 SR66                | 27 settembre 2005 | Spacewatch           |
| 187189 -          | 2005 SB67                | 27 settembre 2005 | Spacewatch           |
| 187190 -          | 2005 SS68                | 27 settembre 2005 | Spacewatch           |
| 187191 -          | 2005 SU68                | 27 settembre 2005 | Spacewatch           |
| 187192 -          | 2005 SE70                | 27 settembre 2005 | NEAT                 |
| 187193 -          | 2005 SF72                | 23 settembre 2005 | CSS                  |
| 187194 -          | 2005 SW74                | 24 settembre 2005 | Spacewatch           |
| 187195 -          | 2005 SQ76                | 24 settembre 2005 | Spacewatch           |
| 187196 -          | 2005 SG78                | 24 settembre 2005 | Spacewatch           |
| 187197 -          | 2005 SF79                | 24 settembre 2005 | Spacewatch           |
| 187198 -          | 2005 SA80                | 24 settembre 2005 | Spacewatch           |
| 187199 -          | 2005 SM81                | 24 settembre 2005 | Spacewatch           |
| 187200 -          | 2005 SX81                | 24 settembre 2005 | Spacewatch           |

## 187201-187300
| Nome               | Designazione provvisoria | Data di scoperta  | Scopritore                  |
| ------------------ | ------------------------ | ----------------- | --------------------------- |
| 187201 -           | 2005 SG83                | 24 settembre 2005 | Spacewatch                  |
| 187202 -           | 2005 SW84                | 24 settembre 2005 | Spacewatch                  |
| 187203 -           | 2005 SB85                | 24 settembre 2005 | Spacewatch                  |
| 187204 -           | 2005 SL89                | 24 settembre 2005 | Spacewatch                  |
| 187205 -           | 2005 ST92                | 24 settembre 2005 | Spacewatch                  |
| 187206 -           | 2005 SG95                | 25 settembre 2005 | Spacewatch                  |
| 187207 -           | 2005 SR95                | 25 settembre 2005 | Spacewatch                  |
| 187208 -           | 2005 SD96                | 25 settembre 2005 | Spacewatch                  |
| 187209 -           | 2005 SH104               | 25 settembre 2005 | Spacewatch                  |
| 187210 -           | 2005 SO105               | 25 settembre 2005 | Spacewatch                  |
| 187211 -           | 2005 SS105               | 25 settembre 2005 | NEAT                        |
| 187212 -           | 2005 SY105               | 25 settembre 2005 | Spacewatch                  |
| 187213 -           | 2005 SL110               | 26 settembre 2005 | Spacewatch                  |
| 187214 -           | 2005 SD111               | 26 settembre 2005 | Spacewatch                  |
| 187215 -           | 2005 SL111               | 26 settembre 2005 | NEAT                        |
| 187216 -           | 2005 SV111               | 26 settembre 2005 | Spacewatch                  |
| 187217 -           | 2005 SU118               | 28 settembre 2005 | NEAT                        |
| 187218 -           | 2005 SY119               | 29 settembre 2005 | Spacewatch                  |
| 187219 -           | 2005 SM125               | 29 settembre 2005 | Mount Lemmon Survey         |
| 187220 -           | 2005 SX129               | 29 settembre 2005 | LONEOS                      |
| 187221 -           | 2005 SP133               | 29 settembre 2005 | Spacewatch                  |
| 187222 -           | 2005 SZ135               | 24 settembre 2005 | Spacewatch                  |
| 187223 -           | 2005 SX139               | 25 settembre 2005 | Spacewatch                  |
| 187224 -           | 2005 SS140               | 25 settembre 2005 | Spacewatch                  |
| 187225 -           | 2005 SG141               | 25 settembre 2005 | Spacewatch                  |
| 187226 -           | 2005 SH141               | 25 settembre 2005 | Spacewatch                  |
| 187227 -           | 2005 SJ143               | 25 settembre 2005 | Spacewatch                  |
| 187228 -           | 2005 SC144               | 25 settembre 2005 | Spacewatch                  |
| 187229 -           | 2005 SB145               | 25 settembre 2005 | Spacewatch                  |
| 187230 -           | 2005 SQ152               | 25 settembre 2005 | NEAT                        |
| 187231 -           | 2005 SR152               | 25 settembre 2005 | NEAT                        |
| 187232 -           | 2005 SN153               | 26 settembre 2005 | CSS                         |
| 187233 -           | 2005 SC154               | 26 settembre 2005 | Spacewatch                  |
| 187234 -           | 2005 SW154               | 26 settembre 2005 | Spacewatch                  |
| 187235 -           | 2005 SE157               | 26 settembre 2005 | Spacewatch                  |
| 187236 -           | 2005 SD160               | 27 settembre 2005 | Spacewatch                  |
| 187237 -           | 2005 SJ160               | 27 settembre 2005 | Spacewatch                  |
| 187238 -           | 2005 SH167               | 28 settembre 2005 | NEAT                        |
| 187239 -           | 2005 SR169               | 29 settembre 2005 | Spacewatch                  |
| 187240 -           | 2005 SK180               | 29 settembre 2005 | Mount Lemmon Survey         |
| 187241 -           | 2005 SO180               | 29 settembre 2005 | Mount Lemmon Survey         |
| 187242 -           | 2005 SR180               | 29 settembre 2005 | Mount Lemmon Survey         |
| 187243 -           | 2005 SA184               | 29 settembre 2005 | Spacewatch                  |
| 187244 -           | 2005 SO190               | 29 settembre 2005 | LONEOS                      |
| 187245 -           | 2005 SV190               | 29 settembre 2005 | LONEOS                      |
| 187246 -           | 2005 SU192               | 29 settembre 2005 | CSS                         |
| 187247 -           | 2005 SA195               | 30 settembre 2005 | Spacewatch                  |
| 187248 -           | 2005 SS210               | 30 settembre 2005 | NEAT                        |
| 187249 -           | 2005 SS219               | 30 settembre 2005 | NEAT                        |
| 187250 -           | 2005 SQ221               | 30 settembre 2005 | CSS                         |
| 187251 -           | 2005 ST225               | 30 settembre 2005 | Spacewatch                  |
| 187252 -           | 2005 SA229               | 30 settembre 2005 | Mount Lemmon Survey         |
| 187253 -           | 2005 SG235               | 29 settembre 2005 | Mount Lemmon Survey         |
| 187254 -           | 2005 SL237               | 29 settembre 2005 | Spacewatch                  |
| 187255 -           | 2005 SD248               | 30 settembre 2005 | Spacewatch                  |
| 187256 -           | 2005 SG248               | 30 settembre 2005 | NEAT                        |
| 187257 -           | 2005 SX250               | 23 settembre 2005 | Spacewatch                  |
| 187258 -           | 2005 SF259               | 24 settembre 2005 | LONEOS                      |
| 187259 -           | 2005 SK278               | 24 settembre 2005 | Spacewatch                  |
| 187260 -           | 2005 SH279               | 30 settembre 2005 | Mount Lemmon Survey         |
| 187261 -           | 2005 SM279               | 23 settembre 2005 | Spacewatch                  |
| 187262 -           | 2005 SW281               | 26 settembre 2005 | Spacewatch                  |
| 187263 -           | 2005 TH1                 | 1 ottobre 2005    | CSS                         |
| 187264 -           | 2005 TQ3                 | 1 ottobre 2005    | LONEOS                      |
| 187265 -           | 2005 TS9                 | 1 ottobre 2005    | Mount Lemmon Survey         |
| 187266 -           | 2005 TO21                | 1 ottobre 2005    | Spacewatch                  |
| 187267 -           | 2005 TA32                | 1 ottobre 2005    | Spacewatch                  |
| 187268 -           | 2005 TH32                | 1 ottobre 2005    | LINEAR                      |
| 187269 -           | 2005 TN33                | 1 ottobre 2005    | Spacewatch                  |
| 187270 -           | 2005 TT34                | 1 ottobre 2005    | Spacewatch                  |
| 187271 -           | 2005 TU40                | 1 ottobre 2005    | LONEOS                      |
| 187272 -           | 2005 TV43                | 5 ottobre 2005    | LINEAR                      |
| 187273 -           | 2005 TJ45                | 5 ottobre 2005    | LINEAR                      |
| 187274 -           | 2005 TV45                | 7 ottobre 2005    | Broughton, J.               |
| 187275 -           | 2005 TZ46                | 3 ottobre 2005    | CSS                         |
| 187276 Meistas     | 2005 TM48                | 8 ottobre 2005    | Cernis, K., Zdanavicius, J. |
| 187277 -           | 2005 TA53                | 1 ottobre 2005    | LONEOS                      |
| 187278 -           | 2005 TK55                | 5 ottobre 2005    | LINEAR                      |
| 187279 -           | 2005 TE57                | 1 ottobre 2005    | Mount Lemmon Survey         |
| 187280 -           | 2005 TS57                | 1 ottobre 2005    | Mount Lemmon Survey         |
| 187281 -           | 2005 TK59                | 1 ottobre 2005    | Mount Lemmon Survey         |
| 187282 -           | 2005 TH62                | 4 ottobre 2005    | Mount Lemmon Survey         |
| 187283 Jeffhopkins | 2005 TC66                | 3 ottobre 2005    | CSS                         |
| 187284 -           | 2005 TT68                | 6 ottobre 2005    | Spacewatch                  |
| 187285 -           | 2005 TS72                | 5 ottobre 2005    | CSS                         |
| 187286 -           | 2005 TU72                | 5 ottobre 2005    | CSS                         |
| 187287 -           | 2005 TZ73                | 7 ottobre 2005    | LONEOS                      |
| 187288 -           | 2005 TY88                | 5 ottobre 2005    | Mount Lemmon Survey         |
| 187289 -           | 2005 TO91                | 6 ottobre 2005    | Mount Lemmon Survey         |
| 187290 -           | 2005 TW99                | 7 ottobre 2005    | LINEAR                      |
| 187291 -           | 2005 TY99                | 7 ottobre 2005    | LINEAR                      |
| 187292 -           | 2005 TC101               | 7 ottobre 2005    | CSS                         |
| 187293 -           | 2005 TV121               | 7 ottobre 2005    | Spacewatch                  |
| 187294 -           | 2005 TJ126               | 7 ottobre 2005    | Spacewatch                  |
| 187295 -           | 2005 TF132               | 7 ottobre 2005    | Spacewatch                  |
| 187296 -           | 2005 TV139               | 8 ottobre 2005    | Spacewatch                  |
| 187297 -           | 2005 TE142               | 8 ottobre 2005    | Spacewatch                  |
| 187298 -           | 2005 TV142               | 8 ottobre 2005    | Spacewatch                  |
| 187299 -           | 2005 TY151               | 10 ottobre 2005   | Spacewatch                  |
| 187300 -           | 2005 TX156               | 9 ottobre 2005    | Spacewatch                  |

## 187301-187400
| Nome     | Designazione provvisoria | Data di scoperta | Scopritore          |
| -------- | ------------------------ | ---------------- | ------------------- |
| 187301 - | 2005 TU180               | 1 ottobre 2005   | Mount Lemmon Survey |
| 187302 - | 2005 TP191               | 1 ottobre 2005   | CSS                 |
| 187303 - | 2005 TQ193               | 1 ottobre 2005   | Mount Lemmon Survey |
| 187304 - | 2005 UV                  | 23 ottobre 2005  | Young, J. W.        |
| 187305 - | 2005 UO2                 | 23 ottobre 2005  | Eskridge            |
| 187306 - | 2005 UG4                 | 25 ottobre 2005  | Tucker, R. A.       |
| 187307 - | 2005 UM9                 | 21 ottobre 2005  | NEAT                |
| 187308 - | 2005 UV12                | 21 ottobre 2005  | NEAT                |
| 187309 - | 2005 UW15                | 22 ottobre 2005  | Spacewatch          |
| 187310 - | 2005 UK19                | 22 ottobre 2005  | CSS                 |
| 187311 - | 2005 UR26                | 23 ottobre 2005  | CSS                 |
| 187312 - | 2005 UZ27                | 23 ottobre 2005  | Spacewatch          |
| 187313 - | 2005 UH35                | 24 ottobre 2005  | Spacewatch          |
| 187314 - | 2005 UY37                | 24 ottobre 2005  | Spacewatch          |
| 187315 - | 2005 UZ37                | 24 ottobre 2005  | Spacewatch          |
| 187316 - | 2005 UG40                | 24 ottobre 2005  | Spacewatch          |
| 187317 - | 2005 UP40                | 24 ottobre 2005  | Spacewatch          |
| 187318 - | 2005 UJ41                | 24 ottobre 2005  | Spacewatch          |
| 187319 - | 2005 US43                | 22 ottobre 2005  | Spacewatch          |
| 187320 - | 2005 UC49                | 23 ottobre 2005  | CSS                 |
| 187321 - | 2005 UK55                | 23 ottobre 2005  | CSS                 |
| 187322 - | 2005 UT57                | 24 ottobre 2005  | Spacewatch          |
| 187323 - | 2005 UY59                | 25 ottobre 2005  | LONEOS              |
| 187324 - | 2005 UH68                | 22 ottobre 2005  | NEAT                |
| 187325 - | 2005 UL73                | 23 ottobre 2005  | NEAT                |
| 187326 - | 2005 UH78                | 25 ottobre 2005  | Mount Lemmon Survey |
| 187327 - | 2005 UX78                | 25 ottobre 2005  | CSS                 |
| 187328 - | 2005 UA80                | 25 ottobre 2005  | Spacewatch          |
| 187329 - | 2005 UK80                | 25 ottobre 2005  | Spacewatch          |
| 187330 - | 2005 UN84                | 22 ottobre 2005  | Spacewatch          |
| 187331 - | 2005 UR85                | 22 ottobre 2005  | Spacewatch          |
| 187332 - | 2005 UR87                | 22 ottobre 2005  | Spacewatch          |
| 187333 - | 2005 UQ96                | 22 ottobre 2005  | Spacewatch          |
| 187334 - | 2005 UO100               | 22 ottobre 2005  | Spacewatch          |
| 187335 - | 2005 UO104               | 22 ottobre 2005  | Spacewatch          |
| 187336 - | 2005 UP107               | 22 ottobre 2005  | NEAT                |
| 187337 - | 2005 UW108               | 22 ottobre 2005  | CSS                 |
| 187338 - | 2005 UY116               | 23 ottobre 2005  | CSS                 |
| 187339 - | 2005 UR127               | 24 ottobre 2005  | Spacewatch          |
| 187340 - | 2005 UV131               | 24 ottobre 2005  | NEAT                |
| 187341 - | 2005 UT141               | 25 ottobre 2005  | CSS                 |
| 187342 - | 2005 UH142               | 25 ottobre 2005  | CSS                 |
| 187343 - | 2005 UL158               | 28 ottobre 2005  | Tucker, R. A.       |
| 187344 - | 2005 UW159               | 22 ottobre 2005  | CSS                 |
| 187345 - | 2005 UY159               | 22 ottobre 2005  | CSS                 |
| 187346 - | 2005 UB180               | 24 ottobre 2005  | Spacewatch          |
| 187347 - | 2005 UJ188               | 27 ottobre 2005  | Mount Lemmon Survey |
| 187348 - | 2005 UH195               | 22 ottobre 2005  | Spacewatch          |
| 187349 - | 2005 UT200               | 25 ottobre 2005  | Spacewatch          |
| 187350 - | 2005 UM201               | 25 ottobre 2005  | Spacewatch          |
| 187351 - | 2005 UK213               | 21 ottobre 2005  | NEAT                |
| 187352 - | 2005 UH214               | 24 ottobre 2005  | NEAT                |
| 187353 - | 2005 UW215               | 25 ottobre 2005  | Spacewatch          |
| 187354 - | 2005 UM229               | 25 ottobre 2005  | Spacewatch          |
| 187355 - | 2005 US229               | 25 ottobre 2005  | Spacewatch          |
| 187356 - | 2005 UW237               | 25 ottobre 2005  | Spacewatch          |
| 187357 - | 2005 UW238               | 25 ottobre 2005  | Spacewatch          |
| 187358 - | 2005 UZ250               | 23 ottobre 2005  | CSS                 |
| 187359 - | 2005 UZ251               | 25 ottobre 2005  | Spacewatch          |
| 187360 - | 2005 UW258               | 25 ottobre 2005  | Spacewatch          |
| 187361 - | 2005 UP259               | 25 ottobre 2005  | Spacewatch          |
| 187362 - | 2005 UH262               | 26 ottobre 2005  | Spacewatch          |
| 187363 - | 2005 UK262               | 26 ottobre 2005  | Spacewatch          |
| 187364 - | 2005 UR266               | 27 ottobre 2005  | Spacewatch          |
| 187365 - | 2005 UO272               | 28 ottobre 2005  | Spacewatch          |
| 187366 - | 2005 UK273               | 28 ottobre 2005  | Mount Lemmon Survey |
| 187367 - | 2005 UB278               | 24 ottobre 2005  | Spacewatch          |
| 187368 - | 2005 UE278               | 24 ottobre 2005  | Spacewatch          |
| 187369 - | 2005 UT281               | 25 ottobre 2005  | CSS                 |
| 187370 - | 2005 UU308               | 28 ottobre 2005  | CSS                 |
| 187371 - | 2005 UO318               | 27 ottobre 2005  | Spacewatch          |
| 187372 - | 2005 UT319               | 27 ottobre 2005  | Spacewatch          |
| 187373 - | 2005 UC330               | 28 ottobre 2005  | Spacewatch          |
| 187374 - | 2005 UN335               | 30 ottobre 2005  | NEAT                |
| 187375 - | 2005 UQ352               | 29 ottobre 2005  | CSS                 |
| 187376 - | 2005 US359               | 25 ottobre 2005  | Mount Lemmon Survey |
| 187377 - | 2005 UC361               | 27 ottobre 2005  | Spacewatch          |
| 187378 - | 2005 UJ361               | 27 ottobre 2005  | Spacewatch          |
| 187379 - | 2005 UB368               | 27 ottobre 2005  | Spacewatch          |
| 187380 - | 2005 UQ386               | 30 ottobre 2005  | CSS                 |
| 187381 - | 2005 UZ395               | 30 ottobre 2005  | Mount Lemmon Survey |
| 187382 - | 2005 UT401               | 27 ottobre 2005  | Spacewatch          |
| 187383 - | 2005 UF404               | 29 ottobre 2005  | Mount Lemmon Survey |
| 187384 - | 2005 UN407               | 30 ottobre 2005  | Mount Lemmon Survey |
| 187385 - | 2005 UJ412               | 31 ottobre 2005  | Mount Lemmon Survey |
| 187386 - | 2005 UD455               | 28 ottobre 2005  | Spacewatch          |
| 187387 - | 2005 UW456               | 30 ottobre 2005  | Spacewatch          |
| 187388 - | 2005 UM461               | 28 ottobre 2005  | Mount Lemmon Survey |
| 187389 - | 2005 UF472               | 30 ottobre 2005  | Spacewatch          |
| 187390 - | 2005 UB483               | 22 ottobre 2005  | CSS                 |
| 187391 - | 2005 UF485               | 22 ottobre 2005  | CSS                 |
| 187392 - | 2005 UA492               | 24 ottobre 2005  | NEAT                |
| 187393 - | 2005 UL494               | 25 ottobre 2005  | CSS                 |
| 187394 - | 2005 UG501               | 27 ottobre 2005  | CSS                 |
| 187395 - | 2005 UG511               | 27 ottobre 2005  | LONEOS              |
| 187396 - | 2005 UU516               | 25 ottobre 2005  | Becker, A. C.       |
| 187397 - | 2005 UR522               | 27 ottobre 2005  | Becker, A. C.       |
| 187398 - | 2005 VN10                | 2 novembre 2005  | Mount Lemmon Survey |
| 187399 - | 2005 VB31                | 4 novembre 2005  | Spacewatch          |
| 187400 - | 2005 VA34                | 2 novembre 2005  | Mount Lemmon Survey |

## 187401-187500
| Nome                | Designazione provvisoria | Data di scoperta  | Scopritore          |
| ------------------- | ------------------------ | ----------------- | ------------------- |
| 187401 -            | 2005 VB34                | 2 novembre 2005   | Mount Lemmon Survey |
| 187402 -            | 2005 VA38                | 3 novembre 2005   | Mount Lemmon Survey |
| 187403 -            | 2005 VB38                | 3 novembre 2005   | Mount Lemmon Survey |
| 187404 -            | 2005 VK43                | 5 novembre 2005   | Mount Lemmon Survey |
| 187405 -            | 2005 VL46                | 4 novembre 2005   | Mount Lemmon Survey |
| 187406 -            | 2005 VJ49                | 1 novembre 2005   | LINEAR              |
| 187407 -            | 2005 VG53                | 3 novembre 2005   | Mount Lemmon Survey |
| 187408 -            | 2005 VR56                | 4 novembre 2005   | Mount Lemmon Survey |
| 187409 -            | 2005 VE58                | 4 novembre 2005   | Mount Lemmon Survey |
| 187410 Anitabrockie | 2005 VT60                | 5 novembre 2005   | Mount Lemmon Survey |
| 187411 -            | 2005 VD65                | 1 novembre 2005   | Mount Lemmon Survey |
| 187412 -            | 2005 VM70                | 1 novembre 2005   | Mount Lemmon Survey |
| 187413 -            | 2005 VM72                | 1 novembre 2005   | Mount Lemmon Survey |
| 187414 -            | 2005 VA78                | 6 novembre 2005   | LINEAR              |
| 187415 -            | 2005 VB78                | 6 novembre 2005   | LINEAR              |
| 187416 -            | 2005 VV78                | 6 novembre 2005   | Mount Lemmon Survey |
| 187417 -            | 2005 VJ79                | 3 novembre 2005   | Mount Lemmon Survey |
| 187418 -            | 2005 VN80                | 5 novembre 2005   | Spacewatch          |
| 187419 -            | 2005 VD87                | 6 novembre 2005   | Spacewatch          |
| 187420 -            | 2005 VY103               | 3 novembre 2005   | Spacewatch          |
| 187421 -            | 2005 VF111               | 6 novembre 2005   | Mount Lemmon Survey |
| 187422 -            | 2005 VA112               | 6 novembre 2005   | Mount Lemmon Survey |
| 187423 -            | 2005 VR114               | 10 novembre 2005  | CINEOS              |
| 187424 -            | 2005 VL119               | 15 novembre 2005  | NEAT                |
| 187425 -            | 2005 VR123               | 2 novembre 2005   | CSS                 |
| 187426 -            | 2005 WJ5                 | 20 novembre 2005  | NEAT                |
| 187427 -            | 2005 WH6                 | 21 novembre 2005  | CSS                 |
| 187428 -            | 2005 WK6                 | 21 novembre 2005  | CSS                 |
| 187429 -            | 2005 WH11                | 22 novembre 2005  | Spacewatch          |
| 187430 -            | 2005 WO27                | 21 novembre 2005  | Spacewatch          |
| 187431 -            | 2005 WV27                | 21 novembre 2005  | Spacewatch          |
| 187432 -            | 2005 WF29                | 21 novembre 2005  | Spacewatch          |
| 187433 -            | 2005 WG30                | 21 novembre 2005  | Spacewatch          |
| 187434 -            | 2005 WD38                | 22 novembre 2005  | Spacewatch          |
| 187435 -            | 2005 WD53                | 25 novembre 2005  | Mount Lemmon Survey |
| 187436 -            | 2005 WN57                | 30 novembre 2005  | Spacewatch          |
| 187437 -            | 2005 WQ62                | 25 novembre 2005  | CSS                 |
| 187438 -            | 2005 WO65                | 26 novembre 2005  | Mount Lemmon Survey |
| 187439 -            | 2005 WZ73                | 26 novembre 2005  | CSS                 |
| 187440 -            | 2005 WG81                | 26 novembre 2005  | Mount Lemmon Survey |
| 187441 -            | 2005 WM84                | 26 novembre 2005  | Mount Lemmon Survey |
| 187442 -            | 2005 WF96                | 26 novembre 2005  | Spacewatch          |
| 187443 -            | 2005 WO97                | 26 novembre 2005  | Mount Lemmon Survey |
| 187444 -            | 2005 WQ102               | 25 novembre 2005  | CSS                 |
| 187445 -            | 2005 WY107               | 28 novembre 2005  | Spacewatch          |
| 187446 -            | 2005 WV115               | 30 novembre 2005  | LONEOS              |
| 187447 Johnmester   | 2005 WD117               | 29 novembre 2005  | Reddy, V.           |
| 187448 -            | 2005 WL120               | 29 novembre 2005  | Spacewatch          |
| 187449 -            | 2005 WH132               | 25 novembre 2005  | Mount Lemmon Survey |
| 187450 -            | 2005 WK155               | 29 novembre 2005  | NEAT                |
| 187451 -            | 2005 WO165               | 29 novembre 2005  | Mount Lemmon Survey |
| 187452 -            | 2005 WN179               | 21 novembre 2005  | LONEOS              |
| 187453 -            | 2005 WP191               | 22 novembre 2005  | CSS                 |
| 187454 -            | 2005 WB192               | 25 novembre 2005  | CSS                 |
| 187455 -            | 2005 WD193               | 26 novembre 2005  | CSS                 |
| 187456 -            | 2005 XK5                 | 4 dicembre 2005   | Spacewatch          |
| 187457 -            | 2005 XA17                | 1 dicembre 2005   | Spacewatch          |
| 187458 -            | 2005 XT23                | 2 dicembre 2005   | LINEAR              |
| 187459 -            | 2005 XO28                | 1 dicembre 2005   | CSS                 |
| 187460 -            | 2005 XE53                | 4 dicembre 2005   | Spacewatch          |
| 187461 -            | 2005 XM65                | 7 dicembre 2005   | Sposetti, S.        |
| 187462 -            | 2005 XV70                | 6 dicembre 2005   | Spacewatch          |
| 187463 -            | 2005 XX106               | 1 dicembre 2005   | Buie, M. W.         |
| 187464 -            | 2005 YC10                | 21 dicembre 2005  | Spacewatch          |
| 187465 -            | 2005 YZ139               | 28 dicembre 2005  | Spacewatch          |
| 187466 -            | 2005 YR171               | 22 dicembre 2005  | CSS                 |
| 187467 -            | 2005 YS250               | 28 dicembre 2005  | Spacewatch          |
| 187468 -            | 2006 AE24                | 5 gennaio 2006    | LINEAR              |
| 187469 -            | 2006 BL53                | 25 gennaio 2006   | Spacewatch          |
| 187470 -            | 2006 BH59                | 23 gennaio 2006   | Mount Lemmon Survey |
| 187471 -            | 2006 BV72                | 23 gennaio 2006   | Spacewatch          |
| 187472 -            | 2006 BP73                | 23 gennaio 2006   | Spacewatch          |
| 187473 -            | 2006 BJ103               | 23 gennaio 2006   | Mount Lemmon Survey |
| 187474 -            | 2006 BM116               | 26 gennaio 2006   | Spacewatch          |
| 187475 -            | 2006 BV119               | 26 gennaio 2006   | Spacewatch          |
| 187476 -            | 2006 BB213               | 30 gennaio 2006   | Bickel, W.          |
| 187477 -            | 2006 BW232               | 31 gennaio 2006   | Spacewatch          |
| 187478 -            | 2006 CY29                | 2 febbraio 2006   | Spacewatch          |
| 187479 -            | 2006 DA15                | 20 febbraio 2006  | Spacewatch          |
| 187480 -            | 2006 QX39                | 24 agosto 2006    | San Marcello        |
| 187481 -            | 2006 QU116               | 27 agosto 2006    | LONEOS              |
| 187482 -            | 2006 RY32                | 15 settembre 2006 | Spacewatch          |
| 187483 -            | 2006 RO39                | 12 settembre 2006 | CSS                 |
| 187484 -            | 2006 RK97                | 15 settembre 2006 | Spacewatch          |
| 187485 -            | 2006 SL18                | 17 settembre 2006 | Spacewatch          |
| 187486 -            | 2006 SE54                | 16 settembre 2006 | CSS                 |
| 187487 -            | 2006 SM54                | 17 settembre 2006 | Spacewatch          |
| 187488 -            | 2006 SZ185               | 25 settembre 2006 | Mount Lemmon Survey |
| 187489 -            | 2006 SN206               | 25 settembre 2006 | Mount Lemmon Survey |
| 187490 -            | 2006 SJ212               | 26 settembre 2006 | Spacewatch          |
| 187491 -            | 2006 SU223               | 25 settembre 2006 | Mount Lemmon Survey |
| 187492 -            | 2006 SP269               | 26 settembre 2006 | Mount Lemmon Survey |
| 187493 -            | 2006 SQ275               | 28 settembre 2006 | Bickel, W.          |
| 187494 -            | 2006 SP290               | 25 settembre 2006 | Spacewatch          |
| 187495 -            | 2006 SN293               | 25 settembre 2006 | Spacewatch          |
| 187496 -            | 2006 SP308               | 27 settembre 2006 | Spacewatch          |
| 187497 -            | 2006 SK320               | 27 settembre 2006 | Spacewatch          |
| 187498 -            | 2006 SQ326               | 27 settembre 2006 | Spacewatch          |
| 187499 -            | 2006 SZ348               | 28 settembre 2006 | Spacewatch          |
| 187500 -            | 2006 SX352               | 30 settembre 2006 | CSS                 |

## 187501-187600
| Nome                  | Designazione provvisoria | Data di scoperta  | Scopritore            |
| --------------------- | ------------------------ | ----------------- | --------------------- |
| 187501 -              | 2006 SY352               | 30 settembre 2006 | CSS                   |
| 187502 -              | 2006 SG357               | 30 settembre 2006 | CSS                   |
| 187503 -              | 2006 SQ364               | 28 settembre 2006 | Mount Lemmon Survey   |
| 187504 -              | 2006 SO365               | 30 settembre 2006 | Mount Lemmon Survey   |
| 187505 -              | 2006 SX394               | 27 settembre 2006 | Mount Lemmon Survey   |
| 187506 -              | 2006 TB17                | 11 ottobre 2006   | Spacewatch            |
| 187507 -              | 2006 TJ30                | 12 ottobre 2006   | Spacewatch            |
| 187508 -              | 2006 TB43                | 12 ottobre 2006   | Spacewatch            |
| 187509 -              | 2006 TT46                | 12 ottobre 2006   | Spacewatch            |
| 187510 -              | 2006 TU48                | 12 ottobre 2006   | Spacewatch            |
| 187511 -              | 2006 TE63                | 10 ottobre 2006   | NEAT                  |
| 187512 -              | 2006 TB77                | 11 ottobre 2006   | NEAT                  |
| 187513 -              | 2006 TG91                | 13 ottobre 2006   | Spacewatch            |
| 187514 Tainan         | 2006 TM94                | 15 ottobre 2006   | Lin, C.-S., Ye, Q.-z. |
| 187515 -              | 2006 TL97                | 13 ottobre 2006   | Spacewatch            |
| 187516 -              | 2006 TH107               | 15 ottobre 2006   | Spacewatch            |
| 187517 -              | 2006 TA109               | 2 ottobre 2006    | Mount Lemmon Survey   |
| 187518 -              | 2006 TD110               | 13 ottobre 2006   | Spacewatch            |
| 187519 -              | 2006 UR5                 | 16 ottobre 2006   | CSS                   |
| 187520 -              | 2006 UJ8                 | 16 ottobre 2006   | CSS                   |
| 187521 -              | 2006 UL11                | 17 ottobre 2006   | Mount Lemmon Survey   |
| 187522 -              | 2006 UB12                | 17 ottobre 2006   | Mount Lemmon Survey   |
| 187523 -              | 2006 UC12                | 17 ottobre 2006   | Mount Lemmon Survey   |
| 187524 -              | 2006 UD34                | 16 ottobre 2006   | Spacewatch            |
| 187525 -              | 2006 UU36                | 16 ottobre 2006   | Spacewatch            |
| 187526 -              | 2006 UP40                | 16 ottobre 2006   | Spacewatch            |
| 187527 -              | 2006 US45                | 16 ottobre 2006   | Spacewatch            |
| 187528 -              | 2006 UM61                | 19 ottobre 2006   | Mount Lemmon Survey   |
| 187529 -              | 2006 UQ61                | 19 ottobre 2006   | CSS                   |
| 187530 -              | 2006 UG62                | 17 ottobre 2006   | Mount Lemmon Survey   |
| 187531 Omorichugakkou | 2006 UM63                | 20 ottobre 2006   | Nyukasa               |
| 187532 -              | 2006 UX64                | 23 ottobre 2006   | Endate, K.            |
| 187533 -              | 2006 UQ80                | 17 ottobre 2006   | Mount Lemmon Survey   |
| 187534 -              | 2006 UU86                | 17 ottobre 2006   | Mount Lemmon Survey   |
| 187535 -              | 2006 UH87                | 17 ottobre 2006   | Mount Lemmon Survey   |
| 187536 -              | 2006 UH89                | 17 ottobre 2006   | Spacewatch            |
| 187537 -              | 2006 UV93                | 18 ottobre 2006   | Spacewatch            |
| 187538 -              | 2006 UA98                | 18 ottobre 2006   | Spacewatch            |
| 187539 -              | 2006 UC98                | 18 ottobre 2006   | Spacewatch            |
| 187540 -              | 2006 UQ115               | 19 ottobre 2006   | Spacewatch            |
| 187541 -              | 2006 UX149               | 20 ottobre 2006   | CSS                   |
| 187542 -              | 2006 UC183               | 17 ottobre 2006   | CSS                   |
| 187543 -              | 2006 UV191               | 19 ottobre 2006   | CSS                   |
| 187544 -              | 2006 UP200               | 21 ottobre 2006   | Spacewatch            |
| 187545 -              | 2006 UA218               | 30 ottobre 2006   | Endate, K.            |
| 187546 -              | 2006 UV221               | 17 ottobre 2006   | Mount Lemmon Survey   |
| 187547 -              | 2006 UG230               | 21 ottobre 2006   | NEAT                  |
| 187548 -              | 2006 UJ240               | 23 ottobre 2006   | Spacewatch            |
| 187549 -              | 2006 UX240               | 23 ottobre 2006   | Mount Lemmon Survey   |
| 187550 -              | 2006 UW248               | 27 ottobre 2006   | Mount Lemmon Survey   |
| 187551 -              | 2006 UX255               | 27 ottobre 2006   | Mount Lemmon Survey   |
| 187552 -              | 2006 UB273               | 27 ottobre 2006   | Spacewatch            |
| 187553 -              | 2006 VG12                | 11 novembre 2006  | Mount Lemmon Survey   |
| 187554 -              | 2006 VT12                | 11 novembre 2006  | Tucker, R. A.         |
| 187555 -              | 2006 VJ15                | 9 novembre 2006   | Spacewatch            |
| 187556 -              | 2006 VZ22                | 10 novembre 2006  | Spacewatch            |
| 187557 -              | 2006 VO24                | 10 novembre 2006  | Spacewatch            |
| 187558 -              | 2006 VK50                | 10 novembre 2006  | Spacewatch            |
| 187559 -              | 2006 VV51                | 10 novembre 2006  | Ries, W.              |
| 187560 -              | 2006 VO60                | 11 novembre 2006  | Mount Lemmon Survey   |
| 187561 -              | 2006 VV60                | 11 novembre 2006  | Spacewatch            |
| 187562 -              | 2006 VR67                | 11 novembre 2006  | Spacewatch            |
| 187563 -              | 2006 VJ73                | 11 novembre 2006  | Spacewatch            |
| 187564 -              | 2006 VL79                | 12 novembre 2006  | Mount Lemmon Survey   |
| 187565 -              | 2006 VT79                | 12 novembre 2006  | Mount Lemmon Survey   |
| 187566 -              | 2006 VD89                | 14 novembre 2006  | Spacewatch            |
| 187567 -              | 2006 VE94                | 15 novembre 2006  | CSS                   |
| 187568 -              | 2006 VU99                | 11 novembre 2006  | CSS                   |
| 187569 -              | 2006 VL107               | 13 novembre 2006  | Spacewatch            |
| 187570 -              | 2006 VS123               | 14 novembre 2006  | Spacewatch            |
| 187571 -              | 2006 VV123               | 14 novembre 2006  | Spacewatch            |
| 187572 -              | 2006 VV142               | 14 novembre 2006  | LINEAR                |
| 187573 -              | 2006 VN147               | 15 novembre 2006  | CSS                   |
| 187574 -              | 2006 VC153               | 8 novembre 2006   | NEAT                  |
| 187575 -              | 2006 VW153               | 8 novembre 2006   | NEAT                  |
| 187576 -              | 2006 WK9                 | 16 novembre 2006  | Spacewatch            |
| 187577 -              | 2006 WR20                | 17 novembre 2006  | Mount Lemmon Survey   |
| 187578 -              | 2006 WQ26                | 18 novembre 2006  | LINEAR                |
| 187579 -              | 2006 WA27                | 18 novembre 2006  | LINEAR                |
| 187580 -              | 2006 WJ35                | 16 novembre 2006  | Spacewatch            |
| 187581 -              | 2006 WP39                | 16 novembre 2006  | Spacewatch            |
| 187582 -              | 2006 WN46                | 16 novembre 2006  | Spacewatch            |
| 187583 -              | 2006 WM51                | 16 novembre 2006  | Spacewatch            |
| 187584 -              | 2006 WM64                | 17 novembre 2006  | Mount Lemmon Survey   |
| 187585 -              | 2006 WC82                | 18 novembre 2006  | Spacewatch            |
| 187586 -              | 2006 WD88                | 18 novembre 2006  | Mount Lemmon Survey   |
| 187587 -              | 2006 WJ88                | 18 novembre 2006  | LINEAR                |
| 187588 -              | 2006 WV88                | 18 novembre 2006  | Spacewatch            |
| 187589 -              | 2006 WH98                | 19 novembre 2006  | Spacewatch            |
| 187590 -              | 2006 WY104               | 19 novembre 2006  | Spacewatch            |
| 187591 -              | 2006 WA106               | 19 novembre 2006  | Spacewatch            |
| 187592 -              | 2006 WN115               | 20 novembre 2006  | Spacewatch            |
| 187593 -              | 2006 WY117               | 20 novembre 2006  | Mount Lemmon Survey   |
| 187594 -              | 2006 WA128               | 24 novembre 2006  | Nyukasa               |
| 187595 -              | 2006 WE128               | 24 novembre 2006  | Nyukasa               |
| 187596 -              | 2006 WG149               | 20 novembre 2006  | Spacewatch            |
| 187597 -              | 2006 WW182               | 24 novembre 2006  | Spacewatch            |
| 187598 -              | 2006 WZ190               | 25 novembre 2006  | CSS                   |
| 187599 -              | 2006 XZ9                 | 9 dicembre 2006   | Spacewatch            |
| 187600 -              | 2006 XG15                | 10 dicembre 2006  | Spacewatch            |

## 187601-187700
| Nome              | Designazione provvisoria | Data di scoperta | Scopritore                                   |
| ----------------- | ------------------------ | ---------------- | -------------------------------------------- |
| 187601 -          | 2006 XQ25                | 12 dicembre 2006 | Mount Lemmon Survey                          |
| 187602 -          | 2006 XY27                | 13 dicembre 2006 | Mount Lemmon Survey                          |
| 187603 -          | 2006 XK38                | 11 dicembre 2006 | Spacewatch                                   |
| 187604 -          | 2006 XN63                | 6 dicembre 2006  | NEAT                                         |
| 187605 -          | 2006 XR65                | 12 dicembre 2006 | NEAT                                         |
| 187606 -          | 2006 XB69                | 12 dicembre 2006 | Mount Lemmon Survey                          |
| 187607 -          | 2006 YB13                | 21 dicembre 2006 | Spacewatch                                   |
| 187608 -          | 2006 YZ14                | 16 dicembre 2006 | Mount Lemmon Survey                          |
| 187609 -          | 2006 YX30                | 21 dicembre 2006 | Spacewatch                                   |
| 187610 -          | 2006 YK37                | 21 dicembre 2006 | Spacewatch                                   |
| 187611 -          | 2007 AJ1                 | 8 gennaio 2007   | Mount Lemmon Survey                          |
| 187612 -          | 2007 AN6                 | 8 gennaio 2007   | Spacewatch                                   |
| 187613 -          | 2007 AU13                | 9 gennaio 2007   | Mount Lemmon Survey                          |
| 187614 -          | 2007 AX14                | 10 gennaio 2007  | Mount Lemmon Survey                          |
| 187615 -          | 2007 AG16                | 10 gennaio 2007  | Spacewatch                                   |
| 187616 -          | 2007 AK17                | 15 gennaio 2007  | CSS                                          |
| 187617 -          | 2007 AE18                | 8 gennaio 2007   | CSS                                          |
| 187618 -          | 2007 AM22                | 14 gennaio 2007  | Nyukasa                                      |
| 187619 -          | 2007 AA23                | 10 gennaio 2007  | Mount Lemmon Survey                          |
| 187620 -          | 2007 AH26                | 10 gennaio 2007  | Spacewatch                                   |
| 187621 -          | 2007 AY26                | 14 gennaio 2007  | LINEAR                                       |
| 187622 -          | 2007 BL9                 | 17 gennaio 2007  | NEAT                                         |
| 187623 -          | 2007 BM10                | 17 gennaio 2007  | NEAT                                         |
| 187624 -          | 2007 BH17                | 17 gennaio 2007  | NEAT                                         |
| 187625 -          | 2007 BF19                | 21 gennaio 2007  | LINEAR                                       |
| 187626 -          | 2007 BB22                | 24 gennaio 2007  | LINEAR                                       |
| 187627 -          | 2007 BE30                | 24 gennaio 2007  | CSS                                          |
| 187628 -          | 2007 BX36                | 24 gennaio 2007  | CSS                                          |
| 187629 -          | 2007 BY43                | 24 gennaio 2007  | CSS                                          |
| 187630 -          | 2007 BQ50                | 23 gennaio 2007  | LONEOS                                       |
| 187631 -          | 2007 BS63                | 27 gennaio 2007  | Mount Lemmon Survey                          |
| 187632 -          | 2007 BA66                | 27 gennaio 2007  | Mount Lemmon Survey                          |
| 187633 -          | 2007 BG66                | 27 gennaio 2007  | Mount Lemmon Survey                          |
| 187634 -          | 2007 CE                  | 6 febbraio 2007  | Spacewatch                                   |
| 187635 -          | 2007 CH2                 | 6 febbraio 2007  | Spacewatch                                   |
| 187636 Chungyuan  | 2007 CF13                | 6 febbraio 2007  | Lin, H.-C., Ye, Q.-z.                        |
| 187637 -          | 2007 CC25                | 8 febbraio 2007  | CSS                                          |
| 187638 Greenewalt | 2007 CH26                | 11 febbraio 2007 | Skillman, D.                                 |
| 187639 -          | 2007 CV28                | 6 febbraio 2007  | Mount Lemmon Survey                          |
| 187640 -          | 2007 CF31                | 6 febbraio 2007  | Mount Lemmon Survey                          |
| 187641 -          | 2007 CV36                | 6 febbraio 2007  | Mount Lemmon Survey                          |
| 187642 -          | 2007 CP40                | 7 febbraio 2007  | Spacewatch                                   |
| 187643 -          | 2007 CU45                | 8 febbraio 2007  | NEAT                                         |
| 187644 -          | 2007 DA1                 | 16 febbraio 2007 | Calvin College                               |
| 187645 -          | 2007 DB1                 | 16 febbraio 2007 | Calvin College                               |
| 187646 -          | 2007 DB3                 | 16 febbraio 2007 | CSS                                          |
| 187647 -          | 2007 DN16                | 17 febbraio 2007 | Spacewatch                                   |
| 187648 -          | 2007 DC24                | 17 febbraio 2007 | Spacewatch                                   |
| 187649 -          | 2007 DG77                | 22 febbraio 2007 | CSS                                          |
| 187650 -          | 2007 DA78                | 23 febbraio 2007 | CSS                                          |
| 187651 -          | 2007 DU91                | 23 febbraio 2007 | Mount Lemmon Survey                          |
| 187652 -          | 2007 EP19                | 10 marzo 2007    | Mount Lemmon Survey                          |
| 187653 -          | 2007 EN31                | 10 marzo 2007    | Spacewatch                                   |
| 187654 -          | 2007 EQ61                | 10 marzo 2007    | Spacewatch                                   |
| 187655 -          | 2007 EZ103               | 11 marzo 2007    | Mount Lemmon Survey                          |
| 187656 -          | 2007 EM107               | 11 marzo 2007    | Spacewatch                                   |
| 187657 -          | 2007 ER148               | 12 marzo 2007    | Mount Lemmon Survey                          |
| 187658 -          | 2007 EV161               | 15 marzo 2007    | Mount Lemmon Survey                          |
| 187659 -          | 2007 EN186               | 15 marzo 2007    | Mount Lemmon Survey                          |
| 187660 -          | 2007 JE8                 | 9 maggio 2007    | Mount Lemmon Survey                          |
| 187661 -          | 2007 JG43                | 10 maggio 2007   | Schwamb, M. E., Brown, M. E., Rabinowitz, D. |
| 187662 -          | 2007 JU44                | 10 maggio 2007   | Mount Lemmon Survey                          |
| 187663 -          | 2007 WM20                | 18 novembre 2007 | Mount Lemmon Survey                          |
| 187664 -          | 2007 WQ52                | 20 novembre 2007 | Mount Lemmon Survey                          |
| 187665 -          | 2008 AY49                | 11 gennaio 2008  | Spacewatch                                   |
| 187666 -          | 2008 BM18                | 30 gennaio 2008  | Mount Lemmon Survey                          |
| 187667 -          | 2008 BZ38                | 31 gennaio 2008  | Mount Lemmon Survey                          |
| 187668 -          | 2008 BB39                | 30 gennaio 2008  | OAM                                          |
| 187669 Obastromca | 2008 CK5                 | 5 febbraio 2008  | OAM                                          |
| 187670 -          | 2008 CL18                | 3 febbraio 2008  | Spacewatch                                   |
| 187671 -          | 2008 CJ37                | 2 febbraio 2008  | Spacewatch                                   |
| 187672 -          | 2008 CT41                | 2 febbraio 2008  | Spacewatch                                   |
| 187673 -          | 2008 CO70                | 9 febbraio 2008  | Dillon, W. G.                                |
| 187674 -          | 2008 CZ74                | 10 febbraio 2008 | Bickel, W.                                   |
| 187675 -          | 2008 CN85                | 7 febbraio 2008  | Spacewatch                                   |
| 187676 -          | 2008 CG91                | 8 febbraio 2008  | Spacewatch                                   |
| 187677 -          | 2008 CF142               | 8 febbraio 2008  | Spacewatch                                   |
| 187678 -          | 2008 CS156               | 9 febbraio 2008  | Spacewatch                                   |
| 187679 Folinsbee  | 2008 DC5                 | 28 febbraio 2008 | Lowe, A.                                     |
| 187680 Stelck     | 2008 DE5                 | 28 febbraio 2008 | Lowe, A.                                     |
| 187681 -          | 2008 DP11                | 26 febbraio 2008 | Spacewatch                                   |
| 187682 -          | 2008 DV12                | 26 febbraio 2008 | Spacewatch                                   |
| 187683 -          | 2008 DE15                | 26 febbraio 2008 | Mount Lemmon Survey                          |
| 187684 -          | 2008 DW16                | 27 febbraio 2008 | Mount Lemmon Survey                          |
| 187685 -          | 2008 DO21                | 28 febbraio 2008 | Spacewatch                                   |
| 187686 -          | 2008 DJ26                | 26 febbraio 2008 | Spacewatch                                   |
| 187687 -          | 2008 DV31                | 27 febbraio 2008 | Spacewatch                                   |
| 187688 -          | 2008 DR33                | 27 febbraio 2008 | Spacewatch                                   |
| 187689 -          | 2008 DS40                | 27 febbraio 2008 | Spacewatch                                   |
| 187690 -          | 2008 DT46                | 28 febbraio 2008 | Spacewatch                                   |
| 187691 -          | 2008 DT47                | 28 febbraio 2008 | Mount Lemmon Survey                          |
| 187692 -          | 2008 DM56                | 29 febbraio 2008 | Spacewatch                                   |
| 187693 -          | 2008 DG58                | 27 febbraio 2008 | LINEAR                                       |
| 187694 -          | 2008 DN59                | 27 febbraio 2008 | Mount Lemmon Survey                          |
| 187695 -          | 2008 DP68                | 29 febbraio 2008 | Spacewatch                                   |
| 187696 -          | 2008 DU69                | 29 febbraio 2008 | Spacewatch                                   |
| 187697 -          | 2008 DZ73                | 27 febbraio 2008 | Mount Lemmon Survey                          |
| 187698 -          | 2008 DM79                | 28 febbraio 2008 | CSS                                          |
| 187699 -          | 2008 EF1                 | 3 marzo 2008     | Chante-Perdrix                               |
| 187700 Zagreb     | 2008 EG8                 | 2 marzo 2008     | OAM                                          |

## 187701-187800
| Nome                | Designazione provvisoria | Data di scoperta  | Scopritore                                                |
| ------------------- | ------------------------ | ----------------- | --------------------------------------------------------- |
| 187701 -            | 2008 EU16                | 1 marzo 2008      | Spacewatch                                                |
| 187702 -            | 2008 EM19                | 2 marzo 2008      | Spacewatch                                                |
| 187703 -            | 2008 EC20                | 2 marzo 2008      | Spacewatch                                                |
| 187704 -            | 2008 EC25                | 3 marzo 2008      | Mount Lemmon Survey                                       |
| 187705 -            | 2008 EV28                | 4 marzo 2008      | Mount Lemmon Survey                                       |
| 187706 -            | 2008 EU34                | 2 marzo 2008      | Spacewatch                                                |
| 187707 Nandaxianlin | 2008 EQ35                | 2 marzo 2008      | PMO NEO Survey Program                                    |
| 187708 -            | 2008 EJ36                | 3 marzo 2008      | Spacewatch                                                |
| 187709 Fengduan     | 2008 EW36                | 3 marzo 2008      | PMO NEO Survey Program                                    |
| 187710 -            | 2008 EM47                | 5 marzo 2008      | Mount Lemmon Survey                                       |
| 187711 -            | 2008 EU47                | 5 marzo 2008      | Spacewatch                                                |
| 187712 -            | 2008 ET54                | 6 marzo 2008      | Spacewatch                                                |
| 187713 -            | 2008 ES56                | 7 marzo 2008      | CSS                                                       |
| 187714 -            | 2008 EU76                | 7 marzo 2008      | Spacewatch                                                |
| 187715 -            | 2008 EZ77                | 7 marzo 2008      | Spacewatch                                                |
| 187716 -            | 2008 ED81                | 10 marzo 2008     | Spacewatch                                                |
| 187717 -            | 2008 ED82                | 5 marzo 2008      | LINEAR                                                    |
| 187718 -            | 2008 EB83                | 8 marzo 2008      | LINEAR                                                    |
| 187719 -            | 2008 EG83                | 8 marzo 2008      | LINEAR                                                    |
| 187720 -            | 2008 EX85                | 7 marzo 2008      | CSS                                                       |
| 187721 -            | 2008 EJ123               | 9 marzo 2008      | Spacewatch                                                |
| 187722 -            | 2008 EN136               | 11 marzo 2008     | Spacewatch                                                |
| 187723 -            | 2008 EN146               | 5 marzo 2008      | Mount Lemmon Survey                                       |
| 187724 -            | 2008 FC38                | 28 marzo 2008     | Spacewatch                                                |
| 187725 -            | 2008 FV40                | 28 marzo 2008     | Spacewatch                                                |
| 187726 -            | 2008 FX52                | 28 marzo 2008     | Mount Lemmon Survey                                       |
| 187727 -            | 2008 FW55                | 28 marzo 2008     | Mount Lemmon Survey                                       |
| 187728 -            | 2008 FR58                | 28 marzo 2008     | Mount Lemmon Survey                                       |
| 187729 -            | 2008 FO61                | 30 marzo 2008     | CSS                                                       |
| 187730 -            | 2008 FX66                | 28 marzo 2008     | Spacewatch                                                |
| 187731 -            | 2008 FH76                | 31 marzo 2008     | CSS                                                       |
| 187732 -            | 2008 FM80                | 27 marzo 2008     | Mount Lemmon Survey                                       |
| 187733 -            | 2008 FW80                | 27 marzo 2008     | Mount Lemmon Survey                                       |
| 187734 -            | 2008 FF104               | 30 marzo 2008     | Spacewatch                                                |
| 187735 -            | 2008 FD106               | 31 marzo 2008     | Spacewatch                                                |
| 187736 -            | 2008 FA114               | 31 marzo 2008     | Spacewatch                                                |
| 187737 -            | 2153 P-L                 | 24 settembre 1960 | van Houten, C. J., van Houten-Groeneveld, I., Gehrels, T. |
| 187738 -            | 5031 P-L                 | 17 ottobre 1960   | van Houten, C. J., van Houten-Groeneveld, I., Gehrels, T. |
| 187739 -            | 1168 T-1                 | 25 marzo 1971     | van Houten, C. J., van Houten-Groeneveld, I., Gehrels, T. |
| 187740 -            | 1224 T-2                 | 29 settembre 1973 | van Houten, C. J., van Houten-Groeneveld, I., Gehrels, T. |
| 187741 -            | 2100 T-3                 | 16 ottobre 1977   | van Houten, C. J., van Houten-Groeneveld, I., Gehrels, T. |
| 187742 -            | 2351 T-3                 | 16 ottobre 1977   | van Houten, C. J., van Houten-Groeneveld, I., Gehrels, T. |
| 187743 -            | 3562 T-3                 | 16 ottobre 1977   | van Houten, C. J., van Houten-Groeneveld, I., Gehrels, T. |
| 187744 -            | 4085 T-3                 | 16 ottobre 1977   | van Houten, C. J., van Houten-Groeneveld, I., Gehrels, T. |
| 187745 -            | 5137 T-3                 | 16 ottobre 1977   | van Houten, C. J., van Houten-Groeneveld, I., Gehrels, T. |
| 187746 -            | 1976 DC                  | 27 febbraio 1976  | West, R. M.                                               |
| 187747 -            | 1993 FS21                | 21 marzo 1993     | UESAC                                                     |
| 187748 -            | 1993 FW33                | 19 marzo 1993     | UESAC                                                     |
| 187749 -            | 1993 FC61                | 19 marzo 1993     | UESAC                                                     |
| 187750 -            | 1994 WB7                 | 28 novembre 1994  | Spacewatch                                                |
| 187751 -            | 1995 GG3                 | 2 aprile 1995     | Spacewatch                                                |
| 187752 -            | 1995 MF6                 | 24 giugno 1995    | Spacewatch                                                |
| 187753 -            | 1995 SF49                | 22 settembre 1995 | Spacewatch                                                |
| 187754 -            | 1995 YV7                 | 16 dicembre 1995  | Spacewatch                                                |
| 187755 -            | 1996 HN17                | 18 aprile 1996    | Elst, E. W.                                               |
| 187756 -            | 1996 RX18                | 15 settembre 1996 | Spacewatch                                                |
| 187757 -            | 1996 UH4                 | 29 ottobre 1996   | Beijing Schmidt CCD Asteroid Program                      |
| 187758 -            | 1996 VU11                | 4 novembre 1996   | Spacewatch                                                |
| 187759 -            | 1996 XD8                 | 1 dicembre 1996   | Spacewatch                                                |
| 187760 -            | 1997 BD6                 | 31 gennaio 1997   | Spacewatch                                                |
| 187761 -            | 1997 NX4                 | 8 luglio 1997     | ODAS                                                      |
| 187762 -            | 1997 WQ5                 | 23 novembre 1997  | Spacewatch                                                |
| 187763 -            | 1998 BS17                | 22 gennaio 1998   | Spacewatch                                                |
| 187764 -            | 1998 BF20                | 22 gennaio 1998   | Spacewatch                                                |
| 187765 -            | 1998 BX38                | 29 gennaio 1998   | Spacewatch                                                |
| 187766 -            | 1998 DV17                | 23 febbraio 1998  | Spacewatch                                                |
| 187767 -            | 1998 QP4                 | 22 agosto 1998    | Beijing Schmidt CCD Asteroid Program                      |
| 187768 -            | 1998 QM72                | 24 agosto 1998    | LINEAR                                                    |
| 187769 -            | 1998 RX29                | 14 settembre 1998 | LINEAR                                                    |
| 187770 -            | 1998 RU41                | 14 settembre 1998 | LINEAR                                                    |
| 187771 -            | 1998 RP52                | 14 settembre 1998 | LINEAR                                                    |
| 187772 -            | 1998 RG70                | 14 settembre 1998 | LINEAR                                                    |
| 187773 -            | 1998 RQ71                | 14 settembre 1998 | LINEAR                                                    |
| 187774 -            | 1998 SR6                 | 20 settembre 1998 | Spacewatch                                                |
| 187775 -            | 1998 SQ21                | 21 settembre 1998 | Spacewatch                                                |
| 187776 -            | 1998 SH55                | 16 settembre 1998 | LONEOS                                                    |
| 187777 -            | 1998 SZ70                | 21 settembre 1998 | Elst, E. W.                                               |
| 187778 -            | 1998 SJ88                | 26 settembre 1998 | LINEAR                                                    |
| 187779 -            | 1998 SO88                | 26 settembre 1998 | LINEAR                                                    |
| 187780 -            | 1998 SC109               | 26 settembre 1998 | LINEAR                                                    |
| 187781 -            | 1998 SM112               | 26 settembre 1998 | LINEAR                                                    |
| 187782 -            | 1998 SB120               | 26 settembre 1998 | LINEAR                                                    |
| 187783 -            | 1998 SF120               | 26 settembre 1998 | LINEAR                                                    |
| 187784 -            | 1998 SL148               | 26 settembre 1998 | LINEAR                                                    |
| 187785 -            | 1998 SM159               | 26 settembre 1998 | LINEAR                                                    |
| 187786 -            | 1998 SB165               | 22 settembre 1998 | LONEOS                                                    |
| 187787 -            | 1998 SR168               | 17 settembre 1998 | LONEOS                                                    |
| 187788 -            | 1998 SA169               | 22 settembre 1998 | LONEOS                                                    |
| 187789 -            | 1998 UN31                | 22 ottobre 1998   | Beijing Schmidt CCD Asteroid Program                      |
| 187790 -            | 1998 UH36                | 28 ottobre 1998   | LINEAR                                                    |
| 187791 -            | 1998 VO1                 | 10 novembre 1998  | LINEAR                                                    |
| 187792 -            | 1999 AV3                 | 10 gennaio 1999   | Kobayashi, T.                                             |
| 187793 -            | 1999 BL10                | 23 gennaio 1999   | Korlević, K.                                              |
| 187794 -            | 1999 CM28                | 10 febbraio 1999  | LINEAR                                                    |
| 187795 -            | 1999 CB97                | 10 febbraio 1999  | LINEAR                                                    |
| 187796 -            | 1999 CS132               | 8 febbraio 1999   | Spacewatch                                                |
| 187797 -            | 1999 CS133               | 7 febbraio 1999   | Spacewatch                                                |
| 187798 -            | 1999 FW15                | 20 marzo 1999     | Spacewatch                                                |
| 187799 -            | 1999 FK16                | 21 marzo 1999     | Spacewatch                                                |
| 187800 -            | 1999 GZ13                | 14 aprile 1999    | Spacewatch                                                |

## 187801-187900
| Nome     | Designazione provvisoria | Data di scoperta  | Scopritore                           |
| -------- | ------------------------ | ----------------- | ------------------------------------ |
| 187801 - | 1999 HZ5                 | 18 aprile 1999    | Spacewatch                           |
| 187802 - | 1999 JU2                 | 8 maggio 1999     | Beijing Schmidt CCD Asteroid Program |
| 187803 - | 1999 JN8                 | 14 maggio 1999    | LINEAR                               |
| 187804 - | 1999 OB2                 | 22 luglio 1999    | LINEAR                               |
| 187805 - | 1999 RR32                | 8 settembre 1999  | Osservatorio San Vittore             |
| 187806 - | 1999 RB51                | 7 settembre 1999  | LINEAR                               |
| 187807 - | 1999 RM189               | 9 settembre 1999  | LINEAR                               |
| 187808 - | 1999 RA214               | 13 settembre 1999 | Spacewatch                           |
| 187809 - | 1999 TS16                | 14 ottobre 1999   | Šarounová, L.                        |
| 187810 - | 1999 TC18                | 10 ottobre 1999   | Beijing Schmidt CCD Asteroid Program |
| 187811 - | 1999 TX77                | 10 ottobre 1999   | Spacewatch                           |
| 187812 - | 1999 TU131               | 6 ottobre 1999    | LINEAR                               |
| 187813 - | 1999 TR154               | 7 ottobre 1999    | LINEAR                               |
| 187814 - | 1999 TL159               | 9 ottobre 1999    | LINEAR                               |
| 187815 - | 1999 TH164               | 10 ottobre 1999   | LINEAR                               |
| 187816 - | 1999 TL177               | 10 ottobre 1999   | LINEAR                               |
| 187817 - | 1999 TP225               | 2 ottobre 1999    | Spacewatch                           |
| 187818 - | 1999 TA229               | 3 ottobre 1999    | CSS                                  |
| 187819 - | 1999 TD244               | 7 ottobre 1999    | CSS                                  |
| 187820 - | 1999 TP253               | 10 ottobre 1999   | LINEAR                               |
| 187821 - | 1999 TS260               | 11 ottobre 1999   | Spacewatch                           |
| 187822 - | 1999 UH7                 | 30 ottobre 1999   | LINEAR                               |
| 187823 - | 1999 UK16                | 29 ottobre 1999   | CSS                                  |
| 187824 - | 1999 UH32                | 31 ottobre 1999   | Spacewatch                           |
| 187825 - | 1999 UP32                | 31 ottobre 1999   | Spacewatch                           |
| 187826 - | 1999 US32                | 31 ottobre 1999   | Spacewatch                           |
| 187827 - | 1999 UW33                | 31 ottobre 1999   | Spacewatch                           |
| 187828 - | 1999 VX21                | 12 novembre 1999  | Korlević, K.                         |
| 187829 - | 1999 VT58                | 4 novembre 1999   | LINEAR                               |
| 187830 - | 1999 VG61                | 4 novembre 1999   | LINEAR                               |
| 187831 - | 1999 VC95                | 9 novembre 1999   | LINEAR                               |
| 187832 - | 1999 VU95                | 9 novembre 1999   | LINEAR                               |
| 187833 - | 1999 VO105               | 9 novembre 1999   | LINEAR                               |
| 187834 - | 1999 VM121               | 4 novembre 1999   | Spacewatch                           |
| 187835 - | 1999 VH134               | 10 novembre 1999  | Spacewatch                           |
| 187836 - | 1999 VM147               | 13 novembre 1999  | LINEAR                               |
| 187837 - | 1999 VQ153               | 11 novembre 1999  | Spacewatch                           |
| 187838 - | 1999 VT165               | 14 novembre 1999  | LINEAR                               |
| 187839 - | 1999 VD184               | 15 novembre 1999  | LINEAR                               |
| 187840 - | 1999 VF188               | 15 novembre 1999  | LINEAR                               |
| 187841 - | 1999 VF208               | 9 novembre 1999   | Spacewatch                           |
| 187842 - | 1999 VJ225               | 5 novembre 1999   | LINEAR                               |
| 187843 - | 1999 XN50                | 7 dicembre 1999   | LINEAR                               |
| 187844 - | 1999 XP53                | 7 dicembre 1999   | LINEAR                               |
| 187845 - | 1999 XW109               | 4 dicembre 1999   | CSS                                  |
| 187846 - | 1999 XK135               | 8 dicembre 1999   | LINEAR                               |
| 187847 - | 1999 XM138               | 4 dicembre 1999   | Spacewatch                           |
| 187848 - | 1999 XC246               | 5 dicembre 1999   | LINEAR                               |
| 187849 - | 1999 XM248               | 6 dicembre 1999   | LINEAR                               |
| 187850 - | 2000 AB48                | 5 gennaio 2000    | LINEAR                               |
| 187851 - | 2000 AG151               | 11 gennaio 2000   | Comba, P. G.                         |
| 187852 - | 2000 AA170               | 7 gennaio 2000    | LINEAR                               |
| 187853 - | 2000 AA225               | 11 gennaio 2000   | Spacewatch                           |
| 187854 - | 2000 AS253               | 7 gennaio 2000    | Spacewatch                           |
| 187855 - | 2000 GP4                 | 4 aprile 2000     | LINEAR                               |
| 187856 - | 2000 GL155               | 6 aprile 2000     | LONEOS                               |
| 187857 - | 2000 HA5                 | 27 aprile 2000    | LINEAR                               |
| 187858 - | 2000 HA31                | 28 aprile 2000    | LINEAR                               |
| 187859 - | 2000 HL69                | 25 aprile 2000    | LONEOS                               |
| 187860 - | 2000 JM10                | 7 maggio 2000     | LINEAR                               |
| 187861 - | 2000 KG17                | 28 maggio 2000    | LINEAR                               |
| 187862 - | 2000 LW14                | 7 giugno 2000     | LINEAR                               |
| 187863 - | 2000 LW25                | 11 giugno 2000    | LINEAR                               |
| 187864 - | 2000 NE6                 | 3 luglio 2000     | Spacewatch                           |
| 187865 - | 2000 OG56                | 29 luglio 2000    | LONEOS                               |
| 187866 - | 2000 OV59                | 29 luglio 2000    | LONEOS                               |
| 187867 - | 2000 OJ60                | 29 luglio 2000    | LONEOS                               |
| 187868 - | 2000 PA10                | 1 agosto 2000     | LINEAR                               |
| 187869 - | 2000 QH51                | 24 agosto 2000    | LINEAR                               |
| 187870 - | 2000 QH62                | 28 agosto 2000    | LINEAR                               |
| 187871 - | 2000 QC64                | 28 agosto 2000    | LINEAR                               |
| 187872 - | 2000 QB70                | 24 agosto 2000    | LINEAR                               |
| 187873 - | 2000 QN78                | 24 agosto 2000    | LINEAR                               |
| 187874 - | 2000 QH91                | 25 agosto 2000    | LINEAR                               |
| 187875 - | 2000 QX91                | 25 agosto 2000    | LINEAR                               |
| 187876 - | 2000 QT104               | 28 agosto 2000    | LINEAR                               |
| 187877 - | 2000 QG117               | 25 agosto 2000    | LINEAR                               |
| 187878 - | 2000 QL120               | 25 agosto 2000    | LINEAR                               |
| 187879 - | 2000 QQ169               | 31 agosto 2000    | LINEAR                               |
| 187880 - | 2000 QK176               | 31 agosto 2000    | LINEAR                               |
| 187881 - | 2000 QY211               | 31 agosto 2000    | LINEAR                               |
| 187882 - | 2000 QW230               | 31 agosto 2000    | Spacewatch                           |
| 187883 - | 2000 RW                  | 1 settembre 2000  | LINEAR                               |
| 187884 - | 2000 RS42                | 3 settembre 2000  | LINEAR                               |
| 187885 - | 2000 RS53                | 7 settembre 2000  | BATTeRS                              |
| 187886 - | 2000 RV53                | 7 settembre 2000  | LINEAR                               |
| 187887 - | 2000 RW64                | 1 settembre 2000  | LINEAR                               |
| 187888 - | 2000 RV73                | 2 settembre 2000  | LINEAR                               |
| 187889 - | 2000 SV5                 | 22 settembre 2000 | LINEAR                               |
| 187890 - | 2000 SW41                | 24 settembre 2000 | LINEAR                               |
| 187891 - | 2000 ST46                | 23 settembre 2000 | LINEAR                               |
| 187892 - | 2000 SD59                | 24 settembre 2000 | LINEAR                               |
| 187893 - | 2000 SF85                | 24 settembre 2000 | LINEAR                               |
| 187894 - | 2000 SF142               | 23 settembre 2000 | LINEAR                               |
| 187895 - | 2000 SJ165               | 23 settembre 2000 | LINEAR                               |
| 187896 - | 2000 SJ189               | 22 settembre 2000 | NEAT                                 |
| 187897 - | 2000 SM198               | 24 settembre 2000 | LINEAR                               |
| 187898 - | 2000 ST213               | 25 settembre 2000 | LINEAR                               |
| 187899 - | 2000 SU261               | 24 settembre 2000 | LINEAR                               |
| 187900 - | 2000 SR265               | 26 settembre 2000 | LINEAR                               |

## 187901-188000
| Nome          | Designazione provvisoria | Data di scoperta  | Scopritore  |
| ------------- | ------------------------ | ----------------- | ----------- |
| 187901 -      | 2000 SB317               | 30 settembre 2000 | LINEAR      |
| 187902 -      | 2000 SJ339               | 25 settembre 2000 | LINEAR      |
| 187903 -      | 2000 SN341               | 24 settembre 2000 | LINEAR      |
| 187904 -      | 2000 SM363               | 22 settembre 2000 | LONEOS      |
| 187905 -      | 2000 TR23                | 1 ottobre 2000    | LINEAR      |
| 187906 -      | 2000 TZ49                | 1 ottobre 2000    | LINEAR      |
| 187907 -      | 2000 UH37                | 24 ottobre 2000   | LINEAR      |
| 187908 -      | 2000 UD62                | 25 ottobre 2000   | LINEAR      |
| 187909 -      | 2000 UG65                | 25 ottobre 2000   | LINEAR      |
| 187910 -      | 2000 UN70                | 25 ottobre 2000   | LINEAR      |
| 187911 -      | 2000 UU84                | 31 ottobre 2000   | LINEAR      |
| 187912 -      | 2000 VS38                | 1 novembre 2000   | Spacewatch  |
| 187913 -      | 2000 VM39                | 1 novembre 2000   | LINEAR      |
| 187914 -      | 2000 VD43                | 1 novembre 2000   | LINEAR      |
| 187915 -      | 2000 VU54                | 3 novembre 2000   | LINEAR      |
| 187916 -      | 2000 VY57                | 3 novembre 2000   | LINEAR      |
| 187917 -      | 2000 WH9                 | 21 novembre 2000  | Eskridge    |
| 187918 -      | 2000 WD108               | 20 novembre 2000  | LINEAR      |
| 187919 -      | 2000 WR124               | 20 novembre 2000  | LINEAR      |
| 187920 -      | 2000 XF41                | 5 dicembre 2000   | LINEAR      |
| 187921 -      | 2000 YT3                 | 18 dicembre 2000  | Spacewatch  |
| 187922 -      | 2000 YD57                | 30 dicembre 2000  | LINEAR      |
| 187923 -      | 2000 YF97                | 30 dicembre 2000  | LINEAR      |
| 187924 -      | 2000 YA100               | 30 dicembre 2000  | LINEAR      |
| 187925 -      | 2001 AN51                | 15 gennaio 2001   | Spacewatch  |
| 187926 -      | 2001 BH31                | 20 gennaio 2001   | LINEAR      |
| 187927 -      | 2001 BK39                | 21 gennaio 2001   | Spacewatch  |
| 187928 -      | 2001 CT15                | 1 febbraio 2001   | LINEAR      |
| 187929 -      | 2001 CD24                | 1 febbraio 2001   | LONEOS      |
| 187930 -      | 2001 DY43                | 19 febbraio 2001  | LINEAR      |
| 187931 -      | 2001 DN107               | 20 febbraio 2001  | LINEAR      |
| 187932 -      | 2001 EX23                | 15 marzo 2001     | NEAT        |
| 187933 -      | 2001 ES27                | 2 marzo 2001      | LONEOS      |
| 187934 -      | 2001 FU17                | 19 marzo 2001     | LONEOS      |
| 187935 -      | 2001 FO88                | 26 marzo 2001     | Spacewatch  |
| 187936 -      | 2001 FL124               | 27 marzo 2001     | LONEOS      |
| 187937 -      | 2001 FW131               | 20 marzo 2001     | NEAT        |
| 187938 -      | 2001 FM149               | 24 marzo 2001     | LONEOS      |
| 187939 -      | 2001 FP156               | 26 marzo 2001     | NEAT        |
| 187940 -      | 2001 GG1                 | 14 aprile 2001    | Spacewatch  |
| 187941 -      | 2001 GU3                 | 15 aprile 2001    | LINEAR      |
| 187942 -      | 2001 KF3                 | 17 maggio 2001    | LINEAR      |
| 187943 -      | 2001 KO33                | 18 maggio 2001    | LINEAR      |
| 187944 -      | 2001 KU37                | 22 maggio 2001    | LINEAR      |
| 187945 -      | 2001 KJ43                | 22 maggio 2001    | LINEAR      |
| 187946 -      | 2001 KC66                | 22 maggio 2001    | LONEOS      |
| 187947 -      | 2001 KM67                | 25 maggio 2001    | Spacewatch  |
| 187948 -      | 2001 KV70                | 24 maggio 2001    | LONEOS      |
| 187949 -      | 2001 KX74                | 27 maggio 2001    | NEAT        |
| 187950 -      | 2001 MO11                | 19 giugno 2001    | NEAT        |
| 187951 -      | 2001 NL                  | 9 luglio 2001     | NEAT        |
| 187952 -      | 2001 OL2                 | 16 luglio 2001    | LONEOS      |
| 187953 -      | 2001 OB8                 | 17 luglio 2001    | LONEOS      |
| 187954 -      | 2001 OV9                 | 18 luglio 2001    | NEAT        |
| 187955 -      | 2001 OV33                | 19 luglio 2001    | NEAT        |
| 187956 -      | 2001 OA49                | 16 luglio 2001    | NEAT        |
| 187957 -      | 2001 OA57                | 16 luglio 2001    | LONEOS      |
| 187958 -      | 2001 OR66                | 23 luglio 2001    | NEAT        |
| 187959 -      | 2001 OW66                | 23 luglio 2001    | NEAT        |
| 187960 -      | 2001 PM                  | 5 agosto 2001     | NEAT        |
| 187961 -      | 2001 PL2                 | 3 agosto 2001     | NEAT        |
| 187962 -      | 2001 PB36                | 11 agosto 2001    | NEAT        |
| 187963 -      | 2001 PK36                | 11 agosto 2001    | NEAT        |
| 187964 -      | 2001 PM51                | 15 agosto 2001    | NEAT        |
| 187965 -      | 2001 QU36                | 16 agosto 2001    | LINEAR      |
| 187966 -      | 2001 QQ37                | 16 agosto 2001    | LINEAR      |
| 187967 -      | 2001 QA41                | 16 agosto 2001    | LINEAR      |
| 187968 -      | 2001 QC42                | 16 agosto 2001    | LINEAR      |
| 187969 -      | 2001 QS59                | 18 agosto 2001    | LINEAR      |
| 187970 -      | 2001 QP66                | 17 agosto 2001    | LINEAR      |
| 187971 -      | 2001 QB85                | 19 agosto 2001    | LINEAR      |
| 187972 -      | 2001 QL103               | 19 agosto 2001    | LINEAR      |
| 187973 -      | 2001 QP112               | 25 agosto 2001    | LINEAR      |
| 187974 -      | 2001 QV118               | 17 agosto 2001    | LINEAR      |
| 187975 -      | 2001 QQ155               | 23 agosto 2001    | LONEOS      |
| 187976 -      | 2001 QK169               | 26 agosto 2001    | NEAT        |
| 187977 -      | 2001 QX205               | 23 agosto 2001    | LONEOS      |
| 187978 -      | 2001 QT218               | 23 agosto 2001    | LONEOS      |
| 187979 -      | 2001 QK234               | 24 agosto 2001    | LINEAR      |
| 187980 -      | 2001 QP288               | 17 agosto 2001    | NEAT        |
| 187981 Soluri | 2001 QL307               | 19 agosto 2001    | Buie, M. W. |
| 187982 -      | 2001 QR333               | 26 agosto 2001    | NEAT        |
| 187983 -      | 2001 RM4                 | 8 settembre 2001  | LINEAR      |
| 187984 -      | 2001 RO8                 | 8 settembre 2001  | LINEAR      |
| 187985 -      | 2001 RT37                | 8 settembre 2001  | LINEAR      |
| 187986 -      | 2001 RC39                | 10 settembre 2001 | LINEAR      |
| 187987 -      | 2001 RJ43                | 12 settembre 2001 | Ball, L.    |
| 187988 -      | 2001 RM79                | 10 settembre 2001 | LINEAR      |
| 187989 -      | 2001 RF101               | 12 settembre 2001 | LINEAR      |
| 187990 -      | 2001 RT123               | 12 settembre 2001 | LINEAR      |
| 187991 -      | 2001 RJ153               | 12 settembre 2001 | LINEAR      |
| 187992 -      | 2001 SA42                | 16 settembre 2001 | LINEAR      |
| 187993 -      | 2001 SZ55                | 16 settembre 2001 | LINEAR      |
| 187994 -      | 2001 SZ63                | 17 settembre 2001 | LINEAR      |
| 187995 -      | 2001 SO151               | 17 settembre 2001 | LINEAR      |
| 187996 -      | 2001 SU152               | 17 settembre 2001 | LINEAR      |
| 187997 -      | 2001 SC161               | 17 settembre 2001 | LINEAR      |
| 187998 -      | 2001 SO175               | 16 settembre 2001 | LINEAR      |
| 187999 -      | 2001 SY201               | 19 settembre 2001 | LINEAR      |
| 188000 -      | 2001 SR204               | 19 settembre 2001 | LINEAR      |